# Mkwiti
Mkwiti ist ein Verwaltungsbezirk (englisch Ward) des Distrikts Tandahimba in der tansanischen Region Mtwara.

## Geografie
Mkwiti liegt im Südosten von Tansania etwa 45 Kilometer Luftlinie nordwestlich der Distrikthauptstadt Tandahimba. Der Bezirk grenzt im Norden und im Nordosten an sie Region Lindi, im Südosten und Süden an den Bezirk Ngunja und im Westen an die Bezirke Nambali und Mkoma II. Bei der Volkszählung 2022 lebten 5605 Menschen in 1681 Haushalten auf einer Fläche von 124 Quadratkilometern.

## Gliederung
Der Bezirk besteht aus vier Gemeinden (Mtaa) mit 17 Orten (Kitongoji):
| Mkwiti Chini - Misufini - Namkulujulu - Mitengo - Kinolombedo | Mkwiti Juu - Namahakata - Mkwiti - Mnauke | Likolombe - Mtile - Mbawe - Masasi - Likolombe Juu - Lukongolo | Kidoo - Umoja - Mpakani - Chimbuko - Amani - Mpwapwani |

## Infrastruktur
- Bildung: Die Mkwiti Secondary School ist eine staatliche weiterführende Schule. Sie bildet Tagesschüler bis zur 4. Stufe aus.[8]
- Gesundheit: Im Bezirk liegen zwei staatliche Apotheken, je eine in den Gemeinden Mkwiti Chini und Likolombe.[9][10]